# III Liceum Ogólnokształcące im. Marynarki Wojennej RP w Gdyni
III Liceum Ogólnokształcące z Oddziałami Dwujęzycznymi im. Marynarki Wojennej RP – szkoła średnia znajdująca się w gdyńskiej dzielnicy Wzgórze Świętego Maksymiliana. Ma ponad sześćdziesięcioletnią tradycję, od lat utrzymuje się w czołówce w rankingach szkół średnich. W 1993 w liceum utworzona została szkoła matury międzynarodowej International Baccalaureate School No. 000704.

## Historia szkoły
III LO w Gdyni powstało w 1950 jako Szkoła Ogólnokształcąca Stopnia Podstawowego i Licealnego Towarzystwa Przyjaciół Dzieci w Gdyni. Przez pierwszy okres swojego istnienia szkoła zajmowała budynek przy ul. Sambora 47 w Gdyni-Grabówku. W 1963 w szkole utworzono klasy z wykładowym językiem angielskim, a w październiku tego roku liceum zostało przeniesione do obecnie zajmowanej siedziby przy ówczesnej ul. Dzierżyńskiego 27 (dziś ul. Legionów 27). W roku tym nadano też szkole imię Marynarki Wojennej PRL.

### Kalendarium
1 września 1950: Powstanie szkoły (Gdynia-Grabówek, ul. Sambora 47) jako Szkoła Ogólnokształcąca Stopnia Podstawowego i Licealnego Towarzystwa Przyjaciół Dzieci w Gdyni.
Czerwiec 1952: Pierwszy w historii szkoły egzamin maturalny, który złożyło dwunastu absolwentów.
1953:
Dyrektorem szkoły zostaje Euzebiusz Szeffel (zarządzał szkołą w latach 1953–1958).
Luty 1961: I Zjazd Absolwentów Szkoły i nadanie szkole imienia: III Liceum Ogólnokształcące im. Stefana Żeromskiego w Gdyni.
1962: Podział szkoły na liceum i szkołę podstawową, która przeniosła się do innego budynku i przejęła imię Stefana Żeromskiego. Przeniesione z Gdańska Technikum Chłodnicze zajmuje część budynku przy ul. Sambora.
Wrzesień 1963: Dyrektorem liceum zostaje Kazimierz Pawlak (1963–1973). Utworzenie klas z wykładowym językiem angielskim. Opiekę merytoryczną nad klasami sprawuje Danuta Szewczyk – autorka podstaw programowych klas „wykładowych”. Październik: przeniesienie liceum do budynku przy ulicy Dzierżyńskiego 27 (obecnie i przed 1939 – ulica Legionów) na północno-zachodnich stokach Wzgórza Nowotki (przed 1939 – Wzgórze Focha, a obecnie Wzgórze Św. Maksymiliana) i nadanie szkole (liceum z internatem) nazwy: III Liceum Ogólnokształcące im. Marynarki Wojennej PRL w Gdyni.
1966: Poważna reforma systemu oświatowego – wprowadzenie 8-letnich szkół podstawowych (w miejsce 7-letnich) i w związku z tym brak naboru uczniów do 4-letniego liceum.
1972: Pierwszy tytuł laureata ogólnopolskiej olimpiady przedmiotowej zdobyty przez uczennicę z III LO – Jolantę Maćkiewicz (nauczyciel – Wanda Dworaczek) w II Olimpiadzie Literatury i Języka Polskiego.
1973: Dyrektorem szkoły zostaje Konstanty Janowski (1973–1978).
1982: Kwiecień: Pierwszy triumf w skali kraju w olimpiadzie przedmiotowej – Anna Bokina zwycięża w VI Ogólnopolskiej Olimpiadzie Języka Angielskiego. Czerwiec: Pierwszy złoty medal na międzynarodowej olimpiadzie przedmiotowej – Michał Kiełkowski w XIII Międzynarodowej Olimpiadzie Fizycznej. Wrzesień: Dyrektorem szkoły zostaje Roman Gadomski (1982–1990).
1990: Wrzesień: Pierwsze demokratyczne i bezpośrednie (spośród nauczycieli) wybory dyrektora. 1 października: Stanowisko dyrektora szkoły obejmuje Wiesław Kosakowski. Listopad: Rozpoczęcie prac nad autorskim programem nauczania i wychowywania w III LO (m.in. nowe profile nauczania, w tym „matury międzynarodowej”). Zmiana nazwy szkoły na: III Liceum Ogólnokształcące im. Marynarki Wojennej RP w Gdyni.
1 września 1991: Wprowadzenie opracowanego przez nauczycieli III LO autorskiego programu nauczania i wychowywania (innowacja pedagogiczna). Utworzenie uniwersyteckich klas „matematyczno-informatycznych” (klasy „M” – nauczyciel matematyki Wojciech Tomalczyk).
1993: Tytuł najlepszej szkoły w Polsce w rankingu opracowanym przez pismo „Polityka” (pierwszy ranking szkół w polskiej prasie). 1 września: Utworzenie pierwszych w Polsce, równolegle do XXXIII LO w Warszawie, klas o profilu matury międzynarodowej – International Baccalaureate z wykładowym językiem angielskim (koordynator programu IB – Beata Gilis). Pełna nazwa liceum brzmi odtąd: III Liceum Ogólnokształcące im. Marynarki Wojennej RP w Gdyni Gdynia International Baccalaureate School No. 0704.
1995: Maj: Pierwsza w historii polskiej oświaty matura międzynarodowa. Październik: Utworzenie Centrum Szkoleniowego Fundacji Batorego w III LO: ekonomia stosowana, przedsiębiorczość, debaty szkolne, firmy uczniowskie (koordynator: Waldemar Kotowski).
1996: Złoty medal na międzynarodowej olimpiadzie informatycznej zdobywa Jakub Pawlewicz z klasy IV M. Tytuł SUPERLICEUM w rankingu szkół licealnych pisma „Polityka”. Wrzesień: wizyta w szkole pani Jolanty Kwaśniewskiej – żony prezydenta RP.
Luty 1997: Rada Miasta Gdyni wyróżniła szkołę Medalem im. Eugeniusza Kwiatkowskiego za wybitne zasługi dla Gdyni. Złoty medal na międzynarodowej olimpiadzie filozoficznej – Leszek A. Kołodziejczyk. Uzyskuje on także najlepszy wynik na maturze IB na świecie (koordynator programu IB – Peter Senn).
1998: Pierwsze miejsce III LO w rankingu szkół opracowanym przez Polski Komitet ds. UNESCO. Kwiecień: Wizyta w szkole Mirosława Handkego – Ministra Edukacji Narodowej. Złoty medal na międzynarodowej olimpiadzie matematycznej – Marcin Stefaniak z klasy IV M. Najlepszy wynik na maturze IB na świecie – Iga Korneta. Złoty medal na międzynarodowej olimpiadzie filozoficznej – Piotr Labenz z kl. IV IB. l września: Wizyta w liceum premiera rządu RP Jerzego Buzka. Podpisanie umowy o współpracy z Uniwersytetem Gdańskim.
1999: Kwiecień: podczas Jubileuszowej XXV Ogólnopolskiej Olimpiady Geograficznej odwiedzili szkołę marszałek Sejmu RP – Maciej Płażyński oraz dowódca Marynarki Wojennej – admirał floty Ryszard Łukasik. Maj: Michał Miąskiewicz z kl. III IB został wybrany Przewodniczącym Rady Młodych Europy na uroczystym posiedzeniu przedstawicieli młodzieży z państw Rady Europy w Strasburgu. l września: wizyta w liceum prezydenta Niemiec Johannesa Raua oraz prezydenta RP Aleksandra Kwaśniewskiego. Obu prezydentom towarzyszyły ich małżonki.
2000: Styczeń: Pierwsze miejsce III LO w rankingu Polskiego Komitetu ds. UNESCO (dorobek „olimpijski” szkoły w ciągu ostatnich pięciu lat). Największa liczba (16) laureatów finałów ogólnopolskich olimpiad przedmiotowych w historii szkoły. l września:
Utworzenie Gdyńskiego Gimnazjum Akademickiego przy III LO. 19 września: wizyta JKM Andrzeja – księcia Yorku.
2001: Znakomite wyniki uzyskali po raz kolejny uczniowie III LO na egzaminie Matury Międzynarodowej. Maksymalną liczbę punktów, czyli 45 na 45, uzyskały trzy uczennice: Marta Bala – laureatka wielu olimpiad przedmiotowych, w tym olimp. literatury i języka polskiego, stypendystka MEN oraz Weronika Kloc – laureatka wielu olimpiad przedmiotowych, w tym olimp. nautologicznej, olimpiady geograficznej, wiedzy o Polsce i świecie współczesnym, stypendystka MEN oraz Monika Witkowska. Dwie osoby uzyskały 44/45 p.: Agnieszka Rafalska, Tomasz Widłak. Łącznie 15 osób z III LO w Gdyni zdobyło 40 i więcej punktów. List gratulacyjny przesłał w związku z tym minister edukacji narodowej, Edmund Wittbrodt.

### Dyrektorzy w historii szkoły
- 1950–1951 – Władysław Makać
- 1951–1952 – Teodor Delong
- 1952–1953 – Stefan Lipowski
- 1953–1958 – Euzebiusz Szeffel
- 1958–1963 – Roman Czarnecki
- 1963–1974 – Kazimierz Pawlak
- 1974–1978 – Konstanty Janowski
- 1978–1982 – Krystyna Czarniak
- 1982–1990 – Roman Gadomski
- od 1 września 1990 – Wiesław Kosakowski

## Zespół szkół
Gdyńska Trójka tworzy pod względem administracyjno-oświatowym Zespół Szkół Ogólnokształcących nr 1. Należą do niego 4 jednostki:
- III Liceum Ogólnokształcące im. Marynarki Wojennej RP w Gdyni
- Gdyńska Szkoła Matury Międzynarodowej nr 000704 przy III Liceum Ogólnokształcącym im. Marynarki Wojennej RP (International Baccalaureate)
- Internat przy III Liceum Ogólnokształcącym im. Marynarki Wojennej RP
- do 2019  Gdyńskie Gimnazjum Matury Międzynarodowej nr 5288 przy III Liceum Ogólnokształcącym im. Marynarki Wojennej RP (Middle Years Programme)

### Położenie
Geograficzne usytuowanie szkoły najlepiej określają współrzędne 54°30′29″N 18°32′54″E/54,508056 18,548333. Wznoszący się na wysokości od 25 do 35 m n.p.m. teren zajęty przez III LO położony jest w centrum Gdyni w obniżeniu postglacjalnym między wysoczyznami moreny dennej Kępy Redłowskiej oraz Kamiennej Góry. Budynek szkolny oddalony jest tylko ok. 400 m na zachód od Zatoki Gdańskiej.

### Patron
Przeniesienie Gdyńskiej Trójki do nowego budynku przy ul. Legionów 27 odbyło się przy wielkim zaangażowaniu Marynarki Wojennej, która właśnie od 1963 jest patronem szkoły. Na jej cześć dzień 28 listopada (rocznica utworzenia w 1918 Marynarki Wojennej RP przez Naczelnika Państwa Polskiego marszałka Józefa Piłsudskiego) jest obchodzony jako święto szkoły.

## Osiągnięcia

### Rankingi
W ostatnich latach Gdyńska Trójka w rankingu Perspektyw została uznana za elitarną oraz uzyskała następujące wyniki:
| Rok  | Miejsce w Polsce | Miejsce w województwie |
| ---- | ---------------- | ---------------------- |
| 1999 | 8.               | 1.                     |
| 2000 | 4.               | 1.                     |
| 2001 | 4.               | 1.                     |
| 2002 | 2.               | 1.                     |
| 2003 | 4.               | 1.                     |
| 2004 | 4.               | 1.                     |
| 2005 | 3.               | 1.                     |
| 2006 | 2.               | 1.                     |
| 2007 | 2.               | 1.                     |
| 2008 | 6.               | 1.                     |
| 2009 | 4.               | 1.                     |
| 2010 | 4.               | 1.                     |
| 2011 | 2.               | 1.                     |
| 2012 | 4.               | 1.                     |
| 2013 | 3.               | 1.                     |
| 2014 | 5.               | 1.                     |
| 2015 | 9.               | 1.                     |
| 2016 | 6.               | 1.                     |
| 2017 | 7.               | 1.                     |
| 2018 | 5.               | 1.                     |
| 2019 | 4.               | 1.                     |
| 2020 | 4.               | 1.                     |
| 2021 | 7.               | 1.                     |
| 2022 | 5.               | 1.                     |
| 2023 | 5.               | 1.                     |
| 2024 | 5.               | 1.                     |

Choć nie są one uwzględniane przez rankingi, to uczniowie III LO w Gdyni od lat zdobywają bardzo wysokie wyniki w programie Matury Międzynarodowej. W 2017 gdyńscy abiturienci otrzymali średnio 38,12 na 45 możliwych punktów, natomiast rok później 38,2 na 45 możliwych punktów (taki sam wynik lub lepszy zdobyło zaledwie 13% maturzystów na świecie; 37 punktów zaś wystarcza, by móc brać udział w rekrutacji na uczelnie takie, jak Oxford czy Cambridge). W 2017 i 2018 najwyższym wynikiem były 44 punkty.

## Znani absolwenci
- Piotr Chrapkowski – szczypiornista
- Paweł Dobrosielski – doktor, kulturoznawca i filozof, wykładowca filozofii na Uniwersytecie Warszawskim
- Joanna Gierak-Onoszko – dziennikarka, felietonistka, reportażystka, laureatka nagrody Nike Czytelników
- Michał Guć – wiceprezydent Gdyni
- Marcin Hakiel – tancerz, zwycięzca 2. edycji Tańca z Gwiazdami
- Marcin Horała – polityk, poseł na Sejm RP
- Jędrzej Kodymowski – muzyk, lider zespołu Apteka
- kmdr Artur Kołaczyński – Szef Sztabu Centrum Operacji Morskich – Dowództwa Komponentu Morskiego[13][14]
- kontradm. Antoni Komorowski – wieloletni komendant-rektor Akademii Marynarki Wojennej w Gdyni
- Mateusz Mach – programista, twórca komunikatora dla osób głuchych Five App. Finalista rankingu Forbes 30 Under 30
- Beata Maciejewska – działaczka polityczna i społeczna, publicystka
- Jolanta Maćkiewicz – językoznawca
- Natalia Malek – poetka, tłumaczka, kuratorka
- Wiesław Mering – biskup senior diecezji włocławskiej
- Jakub Pachocki – informatyk, naukowiec, uczestnik prac nad sztuczną inteligencją w OpenAI
- Elżbieta Regulska-Chlebowska – etnografka, działaczka opozycji w PRL
- prof. Joanna Senyszyn – lewicowa działaczka polityczna (SLD), posłanka na Sejm (2001–2009, 2019–2023), deputowana do Parlamentu Europejskiego (2009–2014)
- prof. Krzysztof Skóra – założyciel i dyrektor Stacji Morskiej Instytutu Oceanografii Uniwersytetu Gdańskiego na Helu, laureat Szwedzkiej Nagrody Bałtyku (Swedish Baltic Sea Water Award) 2008, w 2009 otrzymał Medal im. Eugeniusza Kwiatkowskiego „za wybitne zasługi dla Gdyni” (zm. 2016)
- Edward Stachura – poeta i pisarz (zm. 1979)
- prof. Piotr Stepnowski – chemik, Rektor Uniwersytetu Gdańskiego
- Tomasz Śliwiński – reżyser nominowanego do Oskara filmu Nasza klątwa
- Krzysztof Turzyński – fizyk teoretyk, doktor habilitowany nauk fizycznych, profesor uczelni Uniwersytetu Warszawskiego
- Małgorzata Tusk – żona premiera i byłego przewodniczącego Rady Europejskiej Donalda Tuska[15]
- Tymon Tymański – kompozytor i muzyk
- Daria Widawska – polska aktorka serialowa
- Przemysław Wipler – polityk, poseł na Sejm VII kadencji i X kadencji
- Filip Wolski – informatyk, zwycięzca Międzynarodowej Olimpiady Informatycznej 2006 w Meksyku, zwycięzca Akademickich Mistrzostw Świata w Programowaniu Zespołowym 2007 w Tokio
- prof. Olgierd Wyszomirski – dyrektor Zarządu Komunikacji Miejskiej w Gdyni i pracownik naukowy Uniwersytetu Gdańskiego
- Maciej Stanisław Zięba – historyk filozofii orientalnych, konsul RP w Paryżu i Montrealu